# Splash Damage
Splash Damage — частная компания, общество с ограниченной ответственностью, британский разработчик компьютерных игр. Splash Damage разрабатывает компьютерные игры, специализируется в основном на создании мультиплеерных шутеров от первого лица. Компания расположена в Лондоне и на протяжении почти всего периода своей деятельности тесно сотрудничала с известным американским разработчиком id Software. Splash Damage прежде всего известна как разработчик франшизы «Enemy Territory» в сотрудничестве с id Software.

## История
Splash Damage была сформирована в мае 2001 года создателями высококлассных модификаций, таких как Quake 3 Fortress.
Компания начала работать, сотрудничая с Now TV и Gamer.tv, создавая самодельные карты (уровни) и материал для телепродукции, посвящённой играм. Сотрудники Splash Damage в общем счёте создали более 150 телешоу, посвящённых режиму Capture the Flag из игры Quake III Arena.
В марте 2002 года Splash Damage подписала партнёрство с веб-сайтом Games Domain для создания серии мультиплеерных уровней для онлайнового игрового сервиса, поставляемого Games Domain. Одним из этих уровней был уровень для игры Return to Castle Wolfenstein от id Software; в основу уровня была положена операция Маркет Гарден. Данный уровень имел очень большой успех в онлайне и вскоре стал самым популярным сетевым уровнем для Return to Castle Wolfenstein среди третьих разработчиков.
Благодаря успеху уровня «Маркет Гарден» Activision и id Software попросили Splash Damage создать три дополнительные мультиплеерные карты для «Return to Castle Wolfenstein Game of the Year Edition». В этом же году Splash Damage подписала партнёрство с двумя компаниями для совместного создания игры Wolfenstein: Enemy Territory, которая представляла собой самостоятельное дополнение для Return to Castle Wolfenstein. Windows-версия «Wolfenstein: Enemy Territory» была бесплатно выпущена в онлайн 29 мая 2003 года, версии для Linux и Mac вышли позже. Wolfenstein: Enemy Territory выиграл несколько наград «Game of the Year» (Игра года) и «Editor's Choice» (Выбор редакции) и долгое время оставался одним из самых популярных мультиплеерных шутеров от первого лица.
В июне 2003 года Splash Damage снова сотрудничала с id Software. На этот раз компания создала все многопользовательские уровни для игры Doom 3 и в это же самое время начала пре-продукцию игры Enemy Territory: Quake Wars, которая была мультиплеерной игрой, наследующий основные геймплейные принципы Wolfenstein: Enemy Territory.
Enemy Territory: Quake Wars, вторая игра, бо́льшая и основная часть которой была разработана в Splash Damage, вышла 28 сентября 2007 года и завоевала несколько десятков наград, включая награду «Game of the Year» и более 25-ти наград «Editor's Choice».
22 мая 2008 года компания Bethesda Softworks, наиболее известная как разработчик серии игр The Elder Scrolls, анонсировала долговременное партнёрство с Splash Damage.
11 мая 2009 года управляющий директор Bethesda Шон Бреннан (англ. Sean Brennan) сообщил, что идёт работа над новой игрой.
Позднее стали известны сведения о этой игре. Brink — постапокалиптический шутер от первого лица, который создаётся на последней версии игрового движка id Tech 4 разработки id Software.

## Разработанные игры
| Год  | Название игры                    | В сотрудничестве с | Особенность                                 |
| ---- | -------------------------------- | ------------------ | ------------------------------------------- |
| 2002 | Return to Castle Wolfenstein     | id Software        | Разработан только мультиплеерный контент    |
| 2003 | Wolfenstein: Enemy Territory     | id Software        | Разработана вся игра                        |
| 2004 | Doom 3                           | id Software        | Разработан только мультиплеерный контент    |
| 2007 | Enemy Territory: Quake Wars      | id Software        | Разработана бо́льшая часть игры              |
| 2011 | Brink                            | Bethesda Softworks | Разработана вся игра                        |
| 2012 | RAD Soldiers                     | Warchest Limited   | Разработана вся игра (Совместная)           |
| 2013 | Dirty Bomb                       | Warchest Limited   | Разработана вся игра                        |
| 2013 | Batman: Arkham Origins           | WB Games Montreal  | Разработан только мультиплеерный контент    |
| 2015 | Tempo                            | Warchest Limited   | Разработана вся игра (Совместная)           |
| 2015 | Gears of War: Ultimate Edition   | The Coalition      | Разработан только мультиплеерный контент    |
| 2016 | Gears of War 4                   | The Coalition      | Только мультиплеерный контент               |
| 2019 | Gears 5                          | The Coalition      | Мультиплеерный контент и помощь с кампанией |
| 2019 | Halo: Reach                      | 343 Industries     | Портирование на ПК                          |
| 2020 | Halo: Combat Evolved Anniversary | 343 Industries     | Портирование на ПК                          |
| 2020 | Halo 2 Anniversary               | 343 Industries     | Портирование на ПК                          |
| 2020 | Halo 3                           | 343 Industries     | Портирование на ПК                          |
| 2020 | Halo 3: ODST                     | 343 Industries     | Портирование на ПК                          |
| 2020 | Halo 4                           | 343 Industries     | Портирование на ПК                          |

## Награды
- 2008: Победитель «Develop Industry Excellence Award» как лучшая независимая студия[8]
- 2008: Победитель «Ultraweb Level 4 Award»[9]
- 2008: Splash Damage номинирована на  награду «Golden Joystick» как великобританский разработчик года[10]
- 2009: Первое место в списке «The Develop Quiz», в котором участвовали 130 британских разработчиков.[11]

## Внешние ссылки
- splashdamage.com (англ.) — официальный сайт компании Splash Damage
- Официальная вики Splash Damage  (англ.)
- Splash Damage на MobyGames  (англ.)